# Liga Venezolana de Béisbol Profesional 2022-23
La temporada 2022-23 de la Liga Venezolana de Béisbol Profesional, fue la edición número 78 de la LVBP, comenzó el 22 de octubre de 2022 con la visita de los Tiburones de La Guaira a los Navegantes del Magallanes, campeones de la edición anterior. El resto de los partidos inaugurales tuvieron lugar para disputarse en la misma fecha. Un total de 8 equipos participaron en esta competición que fue desarrollada con éxito y culminó el 30 de enero de 2023.
El campeonato fue realizado en honor a Domingo Álvarez, quien es un reputado periodista desde los años 1970, y que anteriormente había asumido la gerencia general de la LVBP desde mayo de 1993 hasta marzo de 2019 cuando se retiró.
Debido a la modificación del formato de la ronda eliminatoria en esta edición de la LVBP, pasaron directamente al «Todos contra Todos» los cuatro mejores equipos posicionados, mientras que los otros dos restantes que quedaron de quinto y sexto lugar (Bravos de Margarita y Tigres de Aragua respectivamente), disputaron la serie del comodín que consistió de dos juegos durante los días 29 y 30 de diciembre; dado que los Tigres le ganaron a los Bravos los dos partidos de dicha serie y de esa manera se convirtieron en el último equipo en clasificar al «Round Robin».
La temporada regular fue disputada desde el 22 de octubre hasta el 27 de diciembre de 2022. El Round Robin se desarrolló entre el 2 y 21 de enero y la Serie Final entre el 23 y 30 de enero de 2023.
Después de 36 años, se enfrentaron por sexta ocasión los Leones del Caracas y los Tiburones de La Guaira en una Serie Final; —ya que la última instancia decisiva entre ambos equipos fue en la zafra 1986-87—. En esta oportunidad los Leones vencieron a los Tiburones en seis choques (4-2) para que de esa forma obtuviesen el vigésimo primer título de campeón en su historia y el derecho de representar al país en la Serie del Caribe 2023, que se disputó en Venezuela.

## Equipos participantes
| Liga Venezolana de Béisbol Profesional 2022-23 |           |                        |                            |                                    |           |
| Equipo                                         | Fundación | Mánager                | Ciudad                     | Estadio                            | Capacidad |
| Águilas del Zulia                              | 1969      | Orlando "Pepita Muñoz" | Maracaibo, Zulia           | Estadio Luis Aparicio El Grande    | 25,000    |
| Bravos de Margarita                            | 2007      | Luis Dorante           | Porlamar, Nueva Esparta    | Estadio Jorge Luis García Carneiro | 14,300    |
| Cardenales de Lara                             | 1942      | Carlos Mendoza         | Barquisimeto, Lara         | Estadio Antonio Herrera Gutiérrez  | 20,450    |
| Caribes de Anzoátegui                          | 1987      | Omar López             | Puerto La Cruz, Anzoátegui | Estadio Alfonso "Chico" Carrasquel | 18,000    |
| Leones del Caracas                             | 1942      | José Alguacil          | Caracas, Distrito Capital  | Estadio Universitario              | 20,723    |
| Navegantes del Magallanes                      | 1917      | Yadier Molina          | Valencia, Carabobo         | Estadio José Bernardo Pérez        | 16,000    |
| Tiburones de La Guaira                         | 1962      | Henry Blanco           | La Guaira, La Guaira       | Estadio Universitario              | 20,723    |
| Tigres de Aragua                               | 1965      | Wilfredo Romero        | Maracay, Aragua            | Estadio José Pérez Colmenares      | 12,450    |

## Temporada regular

### Tabla de posiciones
| Temporada regular         | Temporada regular | Temporada regular | Temporada regular | Temporada regular | Temporada regular | Temporada regular | Temporada regular | Temporada regular | Temporada regular | Temporada regular | Temporada regular | Temporada regular | Temporada regular |
| Equipo                    | JJ                | JG                | JP                | Ave.              | Dif.              | Racha             | Últ. 10           | Local             | Visita            | CA                | CP                | Dif.              |                   |
| ------------------------- | ----------------- | ----------------- | ----------------- | ----------------- | ----------------- | ----------------- | ----------------- | ----------------- | ----------------- | ----------------- | ----------------- | ----------------- | ----------------- |
| Leones del Caracas        | 55                | 36                | 19                | .655              | -                 | G4                | 8 - 2             | 19 - 9            | 17 - 10           | 347               | 259               | 88                |                   |
| Cardenales de Lara        | 55                | 34                | 21                | .618              | 2                 | G3                | 7 - 3             | 15 - 13           | 19 - 8            | 332               | 282               | 50                |                   |
| Tiburones de La Guaira    | 55                | 29                | 26                | .527              | 7                 | P3                | 3 - 7             | 14 - 14           | 15 - 12           | 312               | 287               | 25                |                   |
| Navegantes del Magallanes | 56                | 29                | 27                | .518              | 7.5               | G1                | 5 - 5             | 18 - 10           | 11 - 17           | 313               | 320               | -7                |                   |
| Bravos de Margarita       | 55                | 26                | 29                | .473              | 10                | P4                | 4 - 6             | 12 - 15           | 14 - 14           | 281               | 294               | -13               |                   |
| Tigres de Aragua          | 55                | 25                | 30                | .455              | 11                | P1                | 5 - 5             | 15 - 12           | 10 - 18           | 278               | 309               | -31               |                   |
| Caribes de Anzoátegui     | 55                | 21                | 34                | .382              | 15                | G1                | 3 - 7             | 11 - 16           | 10 - 18           | 259               | 314               | -55               |                   |
| Águilas del Zulia         | 56                | 21                | 35                | .375              | 15.5              | P1                | 3 - 7             | 13 - 15           | 8 - 20            | 238               | 295               | -57               |                   |

Actualizado al 27 de diciembre de 2022
|  |                                     |
|  | Clasificados al Todos contra Todos. |

|  |                                   |
|  | Clasifica a la Serie del Comodín. |

|  |                                       |
|  | Eliminados de la Temporada 2022-2023. |

### Calendario de juegos
| Tigres de Aragua       | 4-14  | Cardenales de Lara        | Antonio Herrera Gutiérrez | 22 de octubre | 3:00 p. m. | ByM Sports |
| Águilas del Zulia      | 1-2   | Leones del Caracas        | Universitario de Caracas  | 22 de octubre | 5:00 p. m. | SimpleTV   |
| Tiburones de La Guaira | 2-5   | Navegantes del Magallanes | José Bernardo Pérez       | 22 de octubre | 6:00 p. m. | TLT        |
| Bravos de Margarita    | 1-6   | Caribes de Anzoátegui     | Alfonso Carrasquel        | 22 de octubre | 7:00 p. m. | Televen    |
| Águilas del Zulia      | 3-5   | Leones del Caracas        | Universitario de Caracas  | 23 de octubre | 1:00 p. m. | Televen    |
| Tiburones de La Guaira | 10-4  | Cardenales de Lara        | Antonio Herrera Gutiérrez | 23 de octubre | 4:00 p. m. | SimpleTV   |
| Tigres de Aragua       | 10-11 | Navegantes del Magallanes | José Bernardo Pérez       | 23 de octubre | 5:30 p. m. | TLT        |
| Bravos de Margarita    | 9-7   | Caribes de Anzoátegui     | Alfonso Carrasquel        | 23 de octubre | 6:00 p. m. | ByM Sports |

| Caribes de Anzoátegui     | 3-2    | Bravos de Margarita       | Jorge Carneiro            | 25 de octubre | 7:00 p. m. | IVC          |
| Navegantes del Magallanes | 0-3    | Tiburones de La Guaira    | Universitario de Caracas  | 25 de octubre | 7:00 p. m. | ByM Sports   |
| Leones del Caracas        | 9-3    | Tigres de Aragua          | José Pérez Colmenares     | 25 de octubre | 7:00 p. m. | SimpleTV     |
| Cardenales de Lara        | 1-2    | Águilas del Zulia         | Luis Aparicio             | 25 de octubre | 7:00 p. m. | Béisbol Play |
| Navegantes del Magallanes | 10-6   | Tigres de Aragua          | José Pérez Colmenares     | 26 de octubre | 7:00 p. m. | ByM Sports   |
| Caribes de Anzoátegui     | 7-9    | Navegantes del Magallanes | José Bernardo Pérez       | 27 de octubre | 7:00 p. m. | SimpleTV     |
| Tigres de Aragua          | 3-7    | Águilas del Zulia         | Luis Aparicio             | 28 de octubre | 5:30 p. m. | Béisbol Play |
| Caribes de Anzoátegui     | 5-0    | Navegantes del Magallanes | José Bernardo Pérez       | 28 de octubre | 7:00 p. m. | Meridiano    |
| Tigres de Aragua          | *0-4*  | Águilas del Zulia         | Luis Aparicio             | 28 de octubre | 7:00 p. m. | Béisbol Play |
| Navegantes del Magallanes | 2-10   | Leones del Caracas        | Universitario de Caracas  | 29 de octubre | 5:00 p. m. | TLT SimpleTV |
| Tigres de Aragua          | *4-10* | Cardenales de Lara        | Antonio Herrera Gutiérrez | 29 de octubre | 5:30 p. m. | ByM Sports   |
| Bravos de Margarita       | 6-1    | Águilas del Zulia         | Luis Aparicio             | 29 de octubre | 7:00 p. m. | Televen      |
| Caribes de Anzoátegui     | 5-6    | Leones del Caracas        | Universitario de Caracas  | 30 de octubre | 1:00 p. m. | SimpleTV     |
| Tiburones de La Guaira    | 5-1    | Tigres de Aragua          | José Pérez Colmenares     | 30 de octubre | 1:00 p. m. | Televen      |
| Bravos de Margarita       | 5-6    | Águilas del Zulia         | Luis Aparicio             | 30 de octubre | 1:00 p. m. | TLT          |
| Cardenales de Lara        | 8-7    | Navegantes del Magallanes | José Bernardo Pérez       | 30 de octubre | 5:30 p. m. | IVC          |

| Leones del Caracas        | 7-8  | Tiburones de La Guaira    | Universitario de Caracas  | 31 de octubre  | 5:00 p. m. | ByM Sports     |
| Tiburones de La Guaira    | 7-6  | Caribes de Anzoátegui     | Alfonso Carrasquel        | 1 de noviembre | 7:00 p. m. | Béisbol Play   |
| Bravos de Margarita       | 5-3  | Leones del Caracas        | Universitario de Caracas  | 1 de noviembre | 7:00 p. m. | SimpleTV       |
| Águilas del Zulia         | 4-7  | Navegantes del Magallanes | José Bernardo Pérez       | 1 de noviembre | 7:00 p. m. | ByM Sports     |
| Tiburones de La Guaira    | 10-6 | Caribes de Anzoátegui     | Alfonso Carrasquel        | 2 de noviembre | 7:00 p. m. | Béisbol Play   |
| Águilas del Zulia         | 6-3  | Bravos de Margarita       | Jorge Carneiro            | 2 de noviembre | 7:00 p. m. | SimpleTV       |
| Cardenales de Lara        | 2-12 | Leones del Caracas        | Universitario de Caracas  | 2 de noviembre | 7:00 p. m. | ByM Sports     |
| Navegantes del Magallanes | 0-3  | Tigres de Aragua          | José Pérez Colmenares     | 2 de noviembre | 7:00 p. m. | *IVC*          |
| Águilas del Zulia         | 1-10 | Tiburones de La Guaira    | Universitario de Caracas  | 3 de noviembre | 7:00 p. m. | *IVC*          |
| Cardenales de Lara        | 3-2  | Caribes de Anzoátegui     | Alfonso Carrasquel        | 4 de noviembre | 5:00 p. m. | SimpleTV       |
| Águilas del Zulia         | 7-3  | Tiburones de La Guaira    | Universitario de Caracas  | 4 de noviembre | 7:00 p. m. | ByM Sports     |
| Leones del Caracas        | 6-2  | Bravos de Margarita       | Jorge Carneiro            | 4 de noviembre | 7:00 p. m. | Meridiano      |
| Tigres de Aragua          | 1-6  | Navegantes del Magallanes | José Bernardo Pérez       | 4 de noviembre | 7:00 p. m. | IVC            |
| Cardenales de Lara        | 7-0  | Caribes de Anzoátegui     | Alfonso Carrasquel        | 4 de noviembre | 8:00 p. m. | SimpleTV       |
| Tigres de Aragua          | 10-6 | Bravos de Margarita       | Jorge Carneiro            | 5 de noviembre | 3:00 p. m. | IVC            |
| Leones del Caracas        | 2-3  | Navegantes del Magallanes | José Bernardo Pérez       | 5 de noviembre | 5:00 p. m. | ByM Sports TLT |
| Cardenales de Lara        | 6-5  | Tiburones de La Guaira    | Universitario de Caracas  | 5 de noviembre | 6:00 p. m. | Televen        |
| Águilas del Zulia         | 0-2  | Caribes de Anzoátegui     | Alfonso Carrasquel        | 5 de noviembre | 7:00 p. m. | SimpleTV       |
| Leones del Caracas        | 12-4 | Tiburones de La Guaira    | Universitario de Caracas  | 6 de noviembre | 1:00 p. m. | IVC            |
| Bravos de Margarita       | 11-3 | Tigres de Aragua          | José Pérez Colmenares     | 6 de noviembre | 1:00 p. m. | SimpleTV       |
| Navegantes del Magallanes | 8-3  | Cardenales de Lara        | Antonio Herrera Gutiérrez | 6 de noviembre | 5:00 p. m. | Televen        |
| Águilas del Zulia         | 1-0  | Caribes de Anzoátegui     | Alfonso Carrasquel        | 6 de noviembre | 6:00 p. m. | TLT            |

| Caribes de Anzoátegui     | 7-5  | Bravos de Margarita       | Jorge Carneiro            | 8 de noviembre    | 6:00 p. m. | Béisbol Play |
| Cardenales de Lara        | 3-11 | Navegantes del Magallanes | José Bernardo Pérez       | 8 de noviembre    | 7:00 p. m. | SimpleTV     |
| Tiburones de La Guaira    | 0-2  | Águilas del Zulia         | Luis Aparicio             | 8 de noviembre    | 7:00 p. m. | ByM Sports   |
| Leones del Caracas        | 1-2  | Tigres de Aragua          | José Pérez Colmenares     | 9 de noviembre    | 7:00 p. m. | SimpleTV     |
| Bravos de Margarita       | 8-14 | Navegantes del Magallanes | José Bernardo Pérez       | 9 de noviembre    | 7:00 p. m. | Béisbol Play |
| Caribes de Anzoátegui     | 1-5  | Cardenales de Lara        | Antonio Herrera Gutiérrez | 9 de noviembre    | 7:00 p. m. | IVC          |
| Tiburones de La Guaira    | 4-0  | Águilas del Zulia         | Luis Aparicio             | 9 de noviembre    | 7:00 p. m. | ByM Sports   |
| Tigres de Aragua          | 1-12 | Leones del Caracas        | Universitario de Caracas  | 10 de noviembre   | 5:00 p. m. | ByM Sports   |
| Bravos de Margarita       | 10-4 | Navegantes del Magallanes | José Bernardo Pérez       | 10 de noviembre   | 7:00 p. m. | *SimpleTV*   |
| Caribes de Anzoátegui     | 2-0  | Águilas del Zulia         | Luis Aparicio             | 10 de noviembre   | 7:00 p. m. | IVC          |
| Tiburones de La Guaira    | 4-2  | Cardenales de Lara        | Antonio Herrera Gutiérrez | 10 de noviembre   | 7:00 p. m. | *SimpleTV*   |
| Tigres de Aragua          | 3-5  | Leones del Caracas        | Universitario de Caracas  | 10 de noviembre   | 8:00 p. m. | ByM Sports   |
| Tiburones de La Guaira    | 6-2  | Bravos de Margarita       | Jorge Carneiro            | *11 de noviembre* | 7:00 p. m. | ByM Sports   |
| Navegantes del Magallanes | 5-9  | Leones del Caracas        | Universitario de Caracas  | *11 de noviembre* | 7:00 p. m. | Televen IVC  |
| Navegantes del Magallanes | 8-2  | Bravos de Margarita       | José Bernardo Pérez       | 12 de noviembre   | 5:00 p. m. | SimpleTV     |
| Leones del Caracas        | 2-0  | Tiburones de La Guaira    | Universitario de Caracas  | 12 de noviembre   | 5:00 p. m. | IVC          |
| Caribes de Anzoátegui     | 2-10 | Cardenales de Lara        | Antonio Herrera Gutiérrez | 12 de noviembre   | 6:40 p. m. | TLT          |
| Águilas del Zulia         | 7-6  | Tigres de Aragua          | José Pérez Colmenares     | 12 de noviembre   | 7:00 p. m. | Televen      |
| Navegantes del Magallanes | 0-6  | Bravos de Margarita       | José Bernardo Pérez       | 12 de noviembre   | 8:00 p. m. | SimpleTV     |
| Tigres de Aragua          | 0-1  | Tiburones de La Guaira    | Jorge Carneiro            | 13 de noviembre   | 5:00 p. m. | TLT          |
| Caribes de Anzoátegui     | 8-5  | Leones del Caracas        | Universitario de Caracas  | 13 de noviembre   | 5:00 p. m. | Televen      |
| Águilas del Zulia         | 4-8  | Cardenales de Lara        | Antonio Herrera Gutiérrez | 13 de noviembre   | 5:00 p. m. | IVC          |
| Navegantes del Magallanes | 3-8  | Bravos de Margarita       | José Bernardo Pérez       | 13 de noviembre   | 5:30 p. m. | SimpleTV     |

| Leones del Caracas        | 3-4  | Caribes de Anzoátegui     | Alfonso Carrasquel        | 15 de noviembre   | 7:00 p. m. | SimpleTV         |
| Cardenales de Lara        | 14-5 | Bravos de Margarita       | Jorge Carneiro            | 15 de noviembre   | 7:00 p. m. | IVC              |
| Navegantes del Magallanes | 6-13 | Tiburones de La Guaira    | Universitario de Caracas  | 15 de noviembre   | 7:00 p. m. | ByM Sports       |
| Tigres de Aragua          | 5-3  | Águilas del Zulia         | Luis Aparicio             | 15 de noviembre   | 7:00 p. m. | Béisbol Play     |
| Leones del Caracas        | 4-6  | Caribes de Anzoátegui     | Alfonso Carrasquel        | 16 de noviembre   | 7:00 p. m. | *SimpleTV*       |
| Cardenales de Lara        | 5-3  | Bravos de Margarita       | Jorge Carneiro            | 16 de noviembre   | 7:00 p. m. | ByM Sports       |
| Tiburones de La Guaira    | 6-4  | Navegantes del Magallanes | José Bernardo Pérez       | 16 de noviembre   | 7:00 p. m. | IVC              |
| Tigres de Aragua          | 11-3 | Águilas del Zulia         | Luis Aparicio             | 16 de noviembre   | 7:00 p. m. | *SimpleTV*       |
| Bravos de Margarita       | 3-0  | Caribes de Anzoátegui     | Alfonso Carrasquel        | 17 de noviembre   | 7:00 p. m. | ByM Sports       |
| Tigres de Aragua          | 2-10 | Cardenales de Lara        | Antonio Herrera Gutiérrez | 17 de noviembre   | 7:00 p. m. | Béisbol Play     |
| Navegantes del Magallanes | 1-4  | Águilas del Zulia         | Luis Aparicio             | 17 de noviembre   | 7:00 p. m. | SimpleTV         |
| Tiburones de La Guaira    | 2-4  | Leones del Caracas        | Universitario de Caracas  | 17 de noviembre   | 8:30 p. m. | IVC              |
| Navegantes del Magallanes | 4-3  | Águilas del Zulia         | Luis Aparicio             | *18 de noviembre* | 1:00 p. m. | Televen          |
| Bravos de Margarita       | 4-3  | Caribes de Anzoátegui     | Alfonso Carrasquel        | *18 de noviembre* | 7:00 p. m. | SimpleTV         |
| Tiburones de La Guaira    | 0-5  | Tigres de Aragua          | José Pérez Colmenares     | *18 de noviembre* | 7:00 p. m. | Meridiano        |
| Leones del Caracas        | 2-5  | Cardenales de Lara        | Antonio Herrera Gutiérrez | *18 de noviembre* | 8:40 p. m. | IVC              |
| Águilas del Zulia         | 5-6  | Cardenales de Lara        | Antonio Herrera Gutiérrez | 19 de noviembre   | 4:00 p. m. | ByM Sports       |
| Leones del Caracas        | 6-5  | Navegantes del Magallanes | José Bernardo Pérez       | 19 de noviembre   | 5:00 p. m. | SimpleTV Televen |
| Tigres de Aragua          | 4-8  | Bravos de Margarita       | Jorge Carneiro            | 19 de noviembre   | 5:30 p. m. | TLT              |
| Tiburones de La Guaira    | 6-4  | Caribes de Anzoátegui     | Alfonso Carrasquel        | 19 de noviembre   | 7:00 p. m. | IVC              |
| Cardenales de Lara        | 1-5  | Tigres de Aragua          | José Pérez Colmenares     | 20 de noviembre   | 4:00 p. m. | SimpleTV         |
| Bravos de Margarita       | 2-3  | Leones del Caracas        | Universitario de Caracas  | 20 de noviembre   | 5:00 p. m. | IVC              |
| Águilas del Zulia         | 2-13 | Navegantes del Magallanes | José Bernardo Pérez       | 20 de noviembre   | 5:30 p. m. | ByM Sports       |
| Tiburones de La Guaira    | 9-10 | Caribes de Anzoátegui     | Alfonso Carrasquel        | 20 de noviembre   | 6:00 p. m. | TLT              |
| Cardenales de Lara        | 13-1 | Tigres de Aragua          | José Pérez Colmenares     | 20 de noviembre   | 7:00 p. m. | SimpleTV         |

| Cardenales de Lara        | 6-2  | Leones del Caracas        | Universitario de Caracas  | 22 de noviembre | 7:00 p. m. | ByM Sports   |
| Caribes de Anzoátegui     | 7-8  | Tigres de Aragua          | José Pérez Colmenares     | 22 de noviembre | 7:00 p. m. | IVC          |
| Tiburones de La Guaira    | 9-1  | Navegantes del Magallanes | José Bernardo Pérez       | 22 de noviembre | 7:00 p. m. | SimpleTV     |
| Bravos de Margarita       | 4-0  | Águilas del Zulia         | Luis Aparicio             | 22 de noviembre | 7:00 p. m. | Béisbol Play |
| Cardenales de Lara        | 11-6 | Tiburones de La Guaira    | Jorge Carneiro            | 23 de noviembre | 7:00 p. m. | SimpleTV     |
| Navegantes del Magallanes | 4-5  | Leones del Caracas        | Universitario de Caracas  | 23 de noviembre | 7:00 p. m. | IVC          |
| Caribes de Anzoátegui     | 3-9  | Tigres de Aragua          | José Pérez Colmenares     | 23 de noviembre | 7:00 p. m. | ByM Sports   |
| Bravos de Margarita       | 2-4  | Águilas del Zulia         | Luis Aparicio             | 23 de noviembre | 7:00 p. m. | Béisbol Play |
| Bravos de Margarita       | 8-5  | Cardenales de Lara        | Antonio Herrera Gutiérrez | 24 de noviembre | 5:30 p. m. | ByM Sports   |
| Caribes de Anzoátegui     | 1-5  | Águilas del Zulia         | Luis Aparicio             | 24 de noviembre | 6:00 p. m. | Béisbol Play |
| Tiburones de La Guaira    | 1-7  | Leones del Caracas        | Universitario de Caracas  | 24 de noviembre | 7:00 p. m. | SimpleTV     |
| Navegantes del Magallanes | 7-8  | Tigres de Aragua          | José Pérez Colmenares     | 24 de noviembre | 7:00 p. m. | IVC          |
| Bravos de Margarita       | 3-8  | Cardenales de Lara        | Antonio Herrera Gutiérrez | 24 de noviembre | 8:30 p. m. | ByM Sports   |
| Caribes de Anzoátegui     | 7-5  | Águilas del Zulia         | Luis Aparicio             | 24 de noviembre | 9:00 p. m. | Béisbol Play |
| Tigres de Aragua          | 5-1  | Bravos de Margarita       | Jorge Carneiro            | 25 de noviembre | 7:00 p. m. | SimpleTV     |
| Navegantes del Magallanes | 4-5  | Tiburones de La Guaira    | Universitario de Caracas  | 25 de noviembre | 7:00 p. m. | IVC          |
| Leones del Caracas        | 6-5  | Cardenales de Lara        | Antonio Herrera Gutiérrez | 25 de noviembre | 7:00 p. m. | Meridiano    |
| Caribes de Anzoátegui     | 8-9  | Águilas del Zulia         | Luis Aparicio             | 25 de noviembre | 7:00 p. m. | ByM Sports   |
| Caribes de Anzoátegui     | 6-12 | Cardenales de Lara        | Antonio Herrera Gutiérrez | 26 de noviembre | 5:30 p. m. | SimpleTV     |
| Tigres de Aragua          | 4-5  | Navegantes del Magallanes | José Bernardo Pérez       | 26 de noviembre | 6:00 p. m. | Televen      |
| Leones del Caracas        | 2-3  | Águilas del Zulia         | Luis Aparicio             | 26 de noviembre | 7:00 p. m. | TLT          |
| Tigres de Aragua          | 5-6  | Tiburones de La Guaira    | Universitario de Caracas  | 27 de noviembre | 1:00 p. m. | IVC          |
| Caribes de Anzoátegui     | 6-3  | Cardenales de Lara        | Antonio Herrera Gutiérrez | 27 de noviembre | 4:00 p. m. | SimpleTV     |
| Leones del Caracas        | 6-3  | Águilas del Zulia         | Luis Aparicio             | 27 de noviembre | 5:30 p. m. | Televen      |
| Bravos de Margarita       | 8-9  | Navegantes del Magallanes | José Bernardo Pérez       | 27 de noviembre | 6:00 p. m. | TLT          |

| Bravos de Margarita       | 0-2       | Tiburones de La Guaira    | Jorge Carneiro            | 29 de noviembre | 5:00 p. m. | Béisbol Play       |
| Tigres de Aragua          | 8-4       | Leones del Caracas        | Universitario de Caracas  | 29 de noviembre | 7:00 p. m. | ByM Sports         |
| Navegantes del Magallanes | 17-6      | Caribes de Anzoátegui     | Alfonso Carrasquel        | 29 de noviembre | 7:00 p. m. | SimpleTV           |
| Águilas del Zulia         | 6-3       | Cardenales de Lara        | Antonio Herrera Gutiérrez | 29 de noviembre | 7:00 p. m. | IVC                |
| Bravos de Margarita       | 0-6       | Tiburones de La Guaira    | Jorge Carneiro            | 29 de noviembre | 8:00 p. m. | Béisbol Play       |
| Navegantes del Magallanes | 3-6       | Caribes de Anzoátegui     | Alfonso Carrasquel        | 30 de noviembre | 7:00 p. m. | Béisbol Play       |
| Águilas del Zulia         | 4-5       | Tigres de Aragua          | José Pérez Colmenares     | 30 de noviembre | 7:00 p. m. | IVC                |
| Tiburones de La Guaira    | 11-12     | Bravos de Margarita       | Jorge Carneiro            | 30 de noviembre | 7:40 p. m. | ByM Sports         |
| Cardenales de Lara        | 11-6      | Leones del Caracas        | Universitario de Caracas  | 30 de noviembre | 8:40 p. m. | SimpleTV           |
| Cardenales de Lara        | 2-1       | Caribes de Anzoátegui     | Alfonso Carrasquel        | 1 de diciembre  | 7:00 p. m. | IVC                |
| Águilas del Zulia         | 13-4      | Bravos de Margarita       | Jorge Carneiro            | 1 de diciembre  | 7:00 p. m. | Béisbol Play       |
| Navegantes del Magallanes | 2-3       | Leones del Caracas        | Universitario de Caracas  | 1 de diciembre  | 7:00 p. m. | SimpleTV           |
| Tiburones de La Guaira    | 2-14      | Tigres de Aragua          | José Pérez Colmenares     | 1 de diciembre  | 7:00 p. m. | ByM Sports         |
| Águilas del Zulia         | 12-13     | Tigres de Aragua          | José Pérez Colmenares     | 2 de diciembre  | 7:00 p. m. | Meridiano          |
| Cardenales de Lara        | Cancelado | Caribes de Anzoátegui     | Alfonso Carrasquel        | 2 de diciembre  | 7:00 p. m. | -                  |
| Leones del Caracas        | 14-15     | Navegantes del Magallanes | José Bernardo Pérez       | 2 de diciembre  | 7:00 p. m. | ByM Sports Televen |
| Cardenales de Lara        | 2-7       | Bravos de Margarita       | Jorge Carneiro            | 3 de diciembre  | 6:00 p. m. | IVC                |
| Leones del Caracas        | 11-8      | Tiburones de La Guaira    | Universitario de Caracas  | 3 de diciembre  | 6:30 p. m. | TLT                |
| Tigres de Aragua          | 7-8       | Caribes de Anzoátegui     | Alfonso Carrasquel        | 3 de diciembre  | 7:00 p. m. | Televen            |
| Águilas del Zulia         | 7-9       | Navegantes del Magallanes | José Bernardo Pérez       | 3 de diciembre  | 7:00 p. m. | SimpleTV           |
| Bravos de Margarita       | 4-12      | Leones del Caracas        | Universitario de Caracas  | 4 de diciembre  | 5:30 p. m. | IVC                |
| Águilas del Zulia         | 1-2       | Navegantes del Magallanes | José Bernardo Pérez       | 4 de diciembre  | 5:30 p. m. | SimpleTV           |
| Tigres de Aragua          | 4-5       | Caribes de Anzoátegui     | Alfonso Carrasquel        | 4 de diciembre  | 6:00 p. m. | Televen            |
| Tiburones de La Guaira    | 14-2      | Cardenales de Lara        | Antonio Herrera Gutiérrez | 4 de diciembre  | 6:00 p. m. | TLT                |

| Tiburones de La Guaira    | 18-9 | Leones del Caracas        | Universitario de Caracas  | 5 de diciembre  | 7:00 p. m. | IVC            |
| Cardenales de Lara        | 5-7  | Tigres de Aragua          | José Pérez Colmenares     | 6 de diciembre  | 5:00 p. m. | Béisbol Play   |
| Tiburones de La Guaira    | 5-13 | Bravos de Margarita       | Jorge Carneiro            | 6 de diciembre  | 7:00 p. m. | IVC            |
| Navegantes del Magallanes | 0-9  | Águilas del Zulia         | Luis Aparicio             | 6 de diciembre  | 7:00 p. m. | SimpleTV       |
| Caribes de Anzoátegui     | 5-6  | Leones del Caracas        | Universitario de Caracas  | 6 de diciembre  | 7:00 p. m. | ByM Sports     |
| Cardenales de Lara        | 6-0  | Tigres de Aragua          | José Pérez Colmenares     | 6 de diciembre  | 8:00 p. m. | Béisbol Play   |
| Caribes de Anzoátegui     | 3-8  | Bravos de Margarita       | Jorge Carneiro            | 7 de diciembre  | 7:00 p. m. | ByM Sports     |
| Tigres de Aragua          | 9-4  | Leones del Caracas        | Universitario de Caracas  | 7 de diciembre  | 7:00 p. m. | IVC            |
| Tiburones de La Guaira    | 2-4  | Cardenales de Lara        | Antonio Herrera Gutiérrez | 7 de diciembre  | 7:00 p. m. | Béisbol Play   |
| Navegantes del Magallanes | 5-2  | Águilas del Zulia         | Luis Aparicio             | 7 de diciembre  | 7:00 p. m. | SimpleTV       |
| Tiburones de La Guaira    | 7-11 | Águilas del Zulia         | Luis Aparicio             | 8 de diciembre  | 5:30 p. m. | SimpleTV       |
| Caribes de Anzoátegui     | 11-4 | Leones del Caracas        | Universitario de Caracas  | 8 de diciembre  | 7:00 p. m. | ByM Sports     |
| Navegantes del Magallanes | 7-5  | Cardenales de Lara        | Antonio Herrera Gutiérrez | 8 de diciembre  | 7:00 p. m. | Béisbol Play   |
| Bravos de Margarita       | 8-2  | Tigres de Aragua          | José Pérez Colmenares     | 8 de diciembre  | 7:00 p. m. | IVC            |
| Tiburones de La Guaira    | 6-5  | Águilas del Zulia         | Luis Aparicio             | 8 de diciembre  | 8:30 p. m. | SimpleTV       |
| Caribes de Anzoátegui     | 2-8  | Bravos de Margarita       | Jorge Carneiro            | 9 de diciembre  | 7:00 p. m. | SimpleTV       |
| Tigres de Aragua          | 6-3  | Cardenales de Lara        | Antonio Herrera Gutiérrez | 9 de diciembre  | 7:00 p. m. | Meridiano      |
| Leones del Caracas        | 13-1 | Navegantes del Magallanes | José Bernardo Pérez       | 9 de diciembre  | 7:20 p. m. | IVC ByM Sports |
| Leones del Caracas        | 7-3  | Bravos de Margarita       | Jorge Carneiro            | 10 de diciembre | 5:00 p. m. | IVC            |
| Caribes de Anzoátegui     | 5-6  | Tiburones de La Guaira    | Universitario de Caracas  | 10 de diciembre | 5:00 p. m. | TLT            |
| Navegantes del Magallanes | 1-3  | Tigres de Aragua          | José Pérez Colmenares     | 10 de diciembre | 5:30 p. m. | SimpleTV       |
| Cardenales de Lara        | 8-6  | Águilas del Zulia         | Luis Aparicio             | 10 de diciembre | 7:00 p. m. | Televen        |
| Caribes de Anzoátegui     | 8-6  | Tiburones de La Guaira    | Universitario de Caracas  | 11 de diciembre | 1:00 p. m. | SimpleTV       |
| Cardenales de Lara        | 3-0  | Águilas del Zulia         | Luis Aparicio             | 11 de diciembre | 3:00 p. m. | Televen        |
| Leones del Caracas        | 4-7  | Bravos de Margarita       | Jorge Carneiro            | 11 de diciembre | 5:00 p. m. | TLT            |
| Tigres de Aragua          | 7-8  | Navegantes del Magallanes | José Bernardo Pérez       | 11 de diciembre | 5:30 p. m. | IVC            |
| Leones del Caracas        | 13-6 | Bravos de Margarita       | Jorge Carneiro            | 11 de diciembre | 8:00 p. m. | TLT            |
| Cardenales de Lara        | 9-7  | Águilas del Zulia         | Luis Aparicio             | 11 de diciembre | 6:00 p. m. | Televen        |
| Caribes de Anzoátegui     | 3-5  | Tiburones de La Guaira    | Universitario de Caracas  | 11 de diciembre | 4:00 p. m. | SimpleTV       |

| Navegantes del Magallanes | 14-10 | Caribes de Anzoátegui     | Alfonso Carrasquel        | 13 de diciembre | 7:00 p. m. | IVC          |
| Cardenales de Lara        | 2-8   | Leones del Caracas        | Universitario de Caracas  | 13 de diciembre | 7:00 p. m. | ByM Sports   |
| Águilas del Zulia         | 2-10  | Tigres de Aragua          | José Pérez Colmenares     | 13 de diciembre | 7:00 p. m. | SimpleTV     |
| Navegantes del Magallanes | 7-5   | Caribes de Anzoátegui     | Alfonso Carrasquel        | 14 de diciembre | 7:00 p. m. | ByM Sports   |
| Cardenales de Lara        | 6-4   | Tiburones de La Guaira    | Jorge Carneiro            | 14 de diciembre | 7:00 p. m. | Béisbol Play |
| Águilas del Zulia         | 2-3   | Leones del Caracas        | Universitario de Caracas  | 14 de diciembre | 7:00 p. m. | SimpleTV     |
| Bravos de Margarita       | 8-1   | Tigres de Aragua          | José Pérez Colmenares     | 14 de diciembre | 7:00 p. m. | IVC          |
| Águilas del Zulia         | 1-2   | Caribes de Anzoátegui     | Alfonso Carrasquel        | 15 de diciembre | 7:00 p. m. | IVC          |
| Cardenales de Lara        | 5-10  | Bravos de Margarita       | Jorge Carneiro            | 15 de diciembre | 7:00 p. m. | ByM Sports   |
| Navegantes del Magallanes | 0-4   | Tiburones de La Guaira    | Universitario de Caracas  | 15 de diciembre | 7:00 p. m. | SimpleTV     |
| Leones del Caracas        | 8-5   | Tigres de Aragua          | José Pérez Colmenares     | 15 de diciembre | 7:00 p. m. | Televen      |
| Águilas del Zulia         | 3-13  | Caribes de Anzoátegui     | Alfonso Carrasquel        | 16 de diciembre | 7:00 p. m. | Meridiano    |
| Tigres de Aragua          | 4-6   | Bravos de Margarita       | Jorge Carneiro            | 16 de diciembre | 7:00 p. m. | IVC          |
| Tiburones de La Guaira    | 6-4   | Leones del Caracas        | Universitario de Caracas  | 16 de diciembre | 7:00 p. m. | Televen      |
| Cardenales de Lara        | 8-4   | Navegantes del Magallanes | José Bernardo Pérez       | 16 de diciembre | 7:00 p. m. | SimpleTV     |
| Bravos de Margarita       | 4-10  | Tigres de Aragua          | José Pérez Colmenares     | 17 de diciembre | 3:00 p. m. | SimpleTV     |
| Águilas del Zulia         | 6-10  | Tiburones de La Guaira    | Universitario de Caracas  | 17 de diciembre | 6:00 p. m. | ByM Sports   |
| Leones del Caracas        | 4-1   | Caribes de Anzoátegui     | Alfonso Carrasquel        | 17 de diciembre | 7:00 p. m. | TLT          |
| Navegantes del Magallanes | 5-4   | Cardenales de Lara        | Antonio Herrera Gutiérrez | 17 de diciembre | 7:00 p. m. | IVC          |
| Tigres de Aragua          | 8-5   | Tiburones de La Guaira    | Universitario de Caracas  | 18 de diciembre | 5:00 p. m. | TLT          |
| Águilas del Zulia         | 8-15  | Cardenales de Lara        | Antonio Herrera Gutiérrez | 18 de diciembre | 5:00 p. m. | IVC          |
| Bravos de Margarita       | 4-2   | Navegantes del Magallanes | José Bernardo Pérez       | 18 de diciembre | 5:30 p. m. | ByM Sports   |
| Leones del Caracas        | 8-7   | Caribes de Anzoátegui     | Alfonso Carrasquel        | 18 de diciembre | 6:00 p. m. | SimpleTV     |

| Caribes de Anzoátegui     | 3-11 | Tiburones de La Guaira    | Universitario de Caracas  | 19 de diciembre | 7:00 p. m. | IVC          |
| Navegantes del Magallanes | 7-1  | Bravos de Margarita       | Jorge Carneiro            | 20 de diciembre | 7:00 p. m. | ByM Sports   |
| Cardenales de Lara        | 5-3  | Tiburones de La Guaira    | Universitario de Caracas  | 20 de diciembre | 7:00 p. m. | SimpleTV     |
| Caribes de Anzoátegui     | 0-6  | Tigres de Aragua          | José Pérez Colmenares     | 20 de diciembre | 7:00 p. m. | IVC          |
| Leones del Caracas        | 9-4  | Águilas del Zulia         | Luis Aparicio             | 20 de diciembre | 7:00 p. m. | Béisbol Play |
| Bravos de Margarita       | 6-4  | Tiburones de La Guaira    | Universitario de Caracas  | 21 de diciembre | 5:30 p. m. | Béisbol Play |
| Cardenales de Lara        | 5-1  | Navegantes del Magallanes | José Bernardo Pérez       | 21 de diciembre | 7:00 p. m. | IVC          |
| Caribes de Anzoátegui     | 3-2  | Tigres de Aragua          | José Pérez Colmenares     | 21 de diciembre | 7:00 p. m. | ByM Sports   |
| Leones del Caracas        | 7-8  | Águilas del Zulia         | Luis Aparicio             | 21 de diciembre | 7:00 p. m. | SimpleTV     |
| Bravos de Margarita       | 4-2  | Tiburones de La Guaira    | Universitario de Caracas  | 21 de diciembre | 8:30 p. m. | Béisbol Play |
| Águilas del Zulia         | 3-4  | Bravos de Margarita       | Jorge Carneiro            | 22 de diciembre | 7:00 p. m. | IVC          |
| Tiburones de La Guaira    | 7-2  | Tigres de Aragua          | José Pérez Colmenares     | 22 de diciembre | 7:00 p. m. | SimpleTV     |
| Caribes de Anzoátegui     | 8-9  | Navegantes del Magallanes | José Bernardo Pérez       | 22 de diciembre | 7:00 p. m. | Televen      |
| Leones del Caracas        | 6-3  | Cardenales de Lara        | Antonio Herrera Gutiérrez | 22 de diciembre | 7:00 p. m. | ByM Sports   |
| Águilas del Zulia         | 4-2  | Bravos de Margarita       | Jorge Carneiro            | 23 de diciembre | 4:00 p. m. | ByM Sports   |
| Tigres de Aragua          | 8-4  | Tiburones de La Guaira    | Universitario de Caracas  | 23 de diciembre | 4:00 p. m. | SimpleTV     |
| Caribes de Anzoátegui     | 4-8  | Navegantes del Magallanes | José Bernardo Pérez       | 23 de diciembre | 5:00 p. m. | Meridiano    |
| Leones del Caracas        | 16-7 | Cardenales de Lara        | Antonio Herrera Gutiérrez | 23 de diciembre | 6:00 p. m. | IVC          |

| Águilas del Zulia         | 9-7       | Tiburones de La Guaira    | Jorge Carneiro            | 26 de diciembre | 7:00 p. m. | SimpleTV   |
| Bravos de Margarita       | 3-4       | Leones del Caracas        | Universitario de Caracas  | 26 de diciembre | 7:00 p. m. | ByM Sports |
| Navegantes del Magallanes | 5-6       | Cardenales de Lara        | Antonio Herrera Gutiérrez | 26 de diciembre | 7:00 p. m. | IVC        |
| Bravos de Margarita       | 5-8       | Cardenales de Lara        | Antonio Herrera Gutiérrez | 27 de diciembre | 5:00 p. m. | Televen    |
| Tigres de Aragua          | 4-1       | Caribes de Anzoátegui     | Alfonso Carrasquel        | 27 de diciembre | 5:30 p. m. | ByM Sports |
| Águilas del Zulia         | 0-2       | Leones del Caracas        | Universitario de Caracas  | 27 de diciembre | 7:00 p. m. | IVC        |
| Tiburones de La Guaira    | 2-5       | Navegantes del Magallanes | José Bernardo Pérez       | 27 de diciembre | 7:00 p. m. | SimpleTV   |
| Bravos de Margarita       | 2-5       | Cardenales de Lara        | Antonio Herrera Gutiérrez | 27 de diciembre | 8:00 p. m. | Televen    |
| Tigres de Aragua          | 1-5       | Caribes de Anzoátegui     | Alfonso Carrasquel        | 27 de diciembre | 8:30 p. m. | ByM Sports |
| Tiburones de La Guaira    | Cancelado | Bravos de Margarita       | Jorge Carneiro            | 28 de diciembre | 7:00 p. m. | -          |
| Leones del Caracas        | Cancelado | Tigres de Aragua          | José Pérez Colmenares     | 28 de diciembre | 7:00 p. m. | -          |

## Serie del Comodín

### Tabla de posiciones
| Equipos             | G | P | Pct.  | Dif. | Casa | Fuera |
| ------------------- | - | - | ----- | ---- | ---- | ----- |
| Tigres de Aragua    | 2 | 0 | 1.000 | —    | 0-0  | 2-0   |
| Bravos de Margarita | 0 | 2 | .000  | 2    | 0-2  | 0-0   |

Actualizado al 30 de diciembre de 2022
|  | Clasificó al Round Robin |

### Calendario de juegos
| Tigres de Aragua | 10-4 | Bravos de Margarita | Jorge Carneiro | 29 de diciembre | 7:00 p. m. | IVC - ByM |
| Tigres de Aragua | 12-5 | Bravos de Margarita | Jorge Carneiro | 30 de diciembre | 7:00 p. m. | IVC - ByM |

## Round Robin

### Tabla de posiciones
| Round Robin               | Round Robin | Round Robin | Round Robin | Round Robin | Round Robin | Round Robin | Round Robin | Round Robin | Round Robin | Round Robin | Round Robin | Round Robin |
| Equipo                    | JJ          | JG          | JP          | Ave.        | Dif.        | Racha       | Últ. 10     | Local       | Visita      | CA          | CP          | Dif.        |
| ------------------------- | ----------- | ----------- | ----------- | ----------- | ----------- | ----------- | ----------- | ----------- | ----------- | ----------- | ----------- | ----------- |
| Leones del Caracas        | 16          | 10          | 6           | .625        | -           | G2          | 7 - 3       | 6 - 2       | 4 - 4       | 82          | 101         | -19         |
| Tiburones de La Guaira    | 16          | 9           | 7           | .563        | 1           | G1          | 6 - 4       | 6 - 2       | 3 - 5       | 89          | 82          | 7           |
| Cardenales de Lara        | 16          | 8           | 8           | .500        | 2           | G5          | 6 - 4       | 4 - 4       | 4 - 4       | 104         | 76          | 28          |
| Navegantes del Magallanes | 16          | 7           | 9           | .438        | 3           | P3          | 4 - 6       | 5 - 3       | 2 - 6       | 74          | 77          | -3          |
| Tigres de Aragua          | 16          | 6           | 10          | .375        | 4           | P5          | 3 - 7       | 3 - 5       | 3 - 5       | 80          | 93          | -13         |

|  |                         |
|  | (*) Equipos Finalistas. |

|  |                         |
|  | (+) Equipos Eliminados. |

Actualizado al 21 de enero de 2023

### Calendario de juegos
| Tigres de Aragua          | 0-14 | Navegantes del Magallanes | José Bernardo Pérez       | 2 de enero | 7:10 p. m. | ByM Sports IVC       | Cardenales de Lara        |
| Tiburones de La Guaira    | 5-6  | Leones del Caracas        | Universitario de Caracas  | 2 de enero | 8:00 p. m. | SimpleTV             | Cardenales de Lara        |
| Navegantes del Magallanes | 1-7  | Cardenales de Lara        | Antonio Herrera Gutiérrez | 3 de enero | 7:00 p. m. | SimpleTV Televen     | Tigres de Aragua          |
| Leones del Caracas        | 3-9  | Tiburones de La Guaira    | Universitario de Caracas  | 3 de enero | 7:30 p. m. | ByM Sports IVC - TLT | Tigres de Aragua          |
| Cardenales de Lara        | 2-5  | Leones del Caracas        | Universitario de Caracas  | 4 de enero | 7:00 p. m. | SimpleTV TLT         | Navegantes del Magallanes |
| Tiburones de La Guaira    | 0-7  | Tigres de Aragua          | José Pérez Colmenares     | 4 de enero | 7:10 p. m. | IVC ByM Sports       | Navegantes del Magallanes |
| Cardenales de Lara        | 19-6 | Leones del Caracas        | Universitario de Caracas  | 5 de enero | 7:00 p. m. | Televen ByM Sports   | Tiburones de La Guaira    |
| Navegantes del Magallanes | 0-7  | Tigres de Aragua          | José Pérez Colmenares     | 5 de enero | 7:00 p. m. | SimpleTV IVC - TLT   | Tiburones de La Guaira    |
| Tigres de Aragua          | 7-5  | Cardenales de Lara        | Antonio Herrera Gutiérrez | 6 de enero | 7:00 p. m. | ByM Sports Meridiano | Leones del Caracas        |
| Tiburones de La Guaira    | 5-6  | Navegantes del Magallanes | José Bernardo Pérez       | 6 de enero | 7:15 p. m. | TLT - IVC SimpleTV   | Leones del Caracas        |
| Tiburones de La Guaira    | 3-2  | Tigres de Aragua          | José Pérez Colmenares     | 7 de enero | 5:00 p. m. | SimpleTV Televen     | Cardenales de Lara        |
| Leones del Caracas        | 1-5  | Navegantes del Magallanes | José Bernardo Pérez       | 7 de enero | 5:00 p. m. | TLT IVC              | Cardenales de Lara        |
| Navegantes del Magallanes | 2-5  | Tiburones de La Guaira    | Universitario de Caracas  | 8 de enero | 1:00 p. m. | ByM Sports TLT       | Tigres de Aragua          |
| Leones del Caracas        | 7-4  | Cardenales de Lara        | Antonio Herrera Gutiérrez | 8 de enero | 5:00 p. m. | IVC - TLV SimpleTV   | Tigres de Aragua          |

| Cardenales de Lara        | 6-7  | Tiburones de La Guaira    | Universitario de Caracas  | 9 de enero  | 7:00 p. m.  | TLT ByM Sports       | Navegantes del Magallanes |
| Leones del Caracas        | 5-1  | Tigres de Aragua          | José Pérez Colmenares     | 9 de enero  | 10:55 p. m. | SimpleTV MTV - IVC   | Navegantes del Magallanes |
| Navegantes del Magallanes | 1-7  | Leones del Caracas        | Universitario de Caracas  | 10 de enero | 7:00 p. m.  | ByM Sports STV - TLT | Tiburones de La Guaira    |
| Cardenales de Lara        | 7-0  | Tigres de Aragua          | José Pérez Colmenares     | 10 de enero | 7:45 p. m.  | Meridiano IVC        | Tiburones de La Guaira    |
| Cardenales de Lara        | 6-7  | Tigres de Aragua          | José Pérez Colmenares     | 11 de enero | 7:00 p. m.  | TLT - STV ByM Sports | Leones del Caracas        |
| Tiburones de La Guaira    | 9-4  | Navegantes del Magallanes | José Bernardo Pérez       | 11 de enero | 7:00 p. m.  | IVC Televen          | Leones del Caracas        |
| Tigres de Aragua          | 7-1  | Tiburones de La Guaira    | Universitario de Caracas  | 12 de enero | 7:00 p. m.  | ByM Sports STV - TLT | Cardenales de Lara        |
| Leones del Caracas        | 8-6  | Navegantes del Magallanes | José Bernardo Pérez       | 12 de enero | 7:00 p. m.  | Televen IVC          | Cardenales de Lara        |
| Leones del Caracas        | 3-13 | Tiburones de La Guaira    | Universitario de Caracas  | 13 de enero | 7:00 p. m.  | STV - TLT ByM Sports | Tigres de Aragua          |
| Navegantes del Magallanes | 5-3  | Cardenales de Lara        | Antonio Herrera Gutiérrez | 13 de enero | 7:00 p. m.  | IVC Meridiano        | Tigres de Aragua          |
| Tigres de Aragua          | 9-10 | Leones del Caracas        | Universitario de Caracas  | 14 de enero | 4:00 p. m.  | Televen SimpleTV     | Navegantes del Magallanes |
| Tiburones de La Guaira    | 5-3  | Cardenales de Lara        | Antonio Herrera Gutiérrez | 14 de enero | 6:30 p. m.  | IVC TLT              | Navegantes del Magallanes |
| Tigres de Aragua          | 7-1  | Leones del Caracas        | Universitario de Caracas  | 15 de enero | 5:00 p. m.  | TLT IVC              | Tiburones de La Guaira    |
| Cardenales de Lara        | 4-12 | Navegantes del Magallanes | José Bernardo Pérez       | 15 de enero | 5:30 p. m.  | ByM Sports STV - TLV | Tiburones de La Guaira    |

| Cardenales de Lara        | 8-6   | Tiburones de La Guaira    | Universitario de Caracas  | 16 de enero | 7:00 p. m. | SimpleTV IVC - TLT   | Leones del Caracas        |
| Navegantes del Magallanes | 5-3   | Tigres de Aragua          | José Pérez Colmenares     | 16 de enero | 7:00 p. m. | Televen ByM Sports   | Leones del Caracas        |
| Tiburones de La Guaira    | 3-7   | Leones del Caracas        | Universitario de Caracas  | 17 de enero | 7:00 p. m. | TLT - IVC SimpleTV   | Cardenales de Lara        |
| Tigres de Aragua          | 10-11 | Navegantes del Magallanes | José Bernardo Pérez       | 17 de enero | 7:00 p. m. | ByM Sports Televen   | Cardenales de Lara        |
| Navegantes del Magallanes | 0-4   | Tiburones de La Guaira    | Universitario de Caracas  | 18 de enero | 7:00 p. m. | IVC - TLT ByM Sports | Tigres de Aragua          |
| Leones del Caracas        | 0-9   | Cardenales de Lara        | Antonio Herrera Gutiérrez | 18 de enero | 7:00 p. m. | Televen SimpleTV     | Tigres de Aragua          |
| Leones del Caracas        | 10-6  | Tigres de Aragua          | José Pérez Colmenares     | 19 de enero | 7:00 p. m. | SimpleTV Meridiano   | Navegantes del Magallanes |
| Tiburones de La Guaira    | 6-13  | Cardenales de Lara        | Antonio Herrera Gutiérrez | 19 de enero | 7:00 p. m. | ByM Sports TLT - IVC | Navegantes del Magallanes |
| Navegantes del Magallanes | 2-3   | Leones del Caracas        | Universitario de Caracas  | 20 de enero | 7:00 p. m. | STV - TLT ByM Sports | Tiburones de La Guaira    |
| Tigres de Aragua          | 2-7   | Cardenales de Lara        | Antonio Herrera Gutiérrez | 20 de enero | 7:00 p. m. | Meridiano IVC        | Tiburones de La Guaira    |
| Tigres de Aragua          | 5-8   | Tiburones de La Guaira    | Universitario de Caracas  | 21 de enero | 6:30 p. m. | TLT ByM Sports       | Leones del Caracas        |
| Cardenales de Lara        | 1-0   | Navegantes del Magallanes | José Bernardo Pérez       | 21 de enero | 6:30 p. m. | SimpleTV TLV - IVC   | Leones del Caracas        |

## Serie Final
La serie final se disputó entre el 23 y 30 de enero de 2023.
Los dos mejores equipos posicionados de la fase anterior del campeonato —Todos contra Todos—, se enfrentaron en esta instancia decisiva, en la cual se jugó a ganar 4 de 6 partidos posibles; y en donde Leones del Caracas se convirtió en el representante del país en la Serie del Caribe 2023 que se realizó en Venezuela.
| Partido 1, 23 de enero, 7:00 p. m. EST (UTC-4) | Leones del Caracas | 8 – 6   | Tiburones de La Guaira | Estadio Universitario, Caracas  |                                 |   |   |   |   |   |    |   |
| |                    | Reporte |                        | Asistencia: 15.298 espectadores | Asistencia: 15.298 espectadores |   |   |   |   |   |    |   |
| Detalle \| Equipo \| 1 \| 2 \| 3 \| 4 \| 5 \| 6 \| 7 \| 8 \| 9 \| C \| H \| E \| \| ---------------------- \| - \| - \| - \| - \| - \| - \| - \| - \| - \| - \| -- \| - \| \| Tiburones de La Guaira \| 0 \| 2 \| 0 \| 0 \| 0 \| 1 \| 0 \| 0 \| 3 \| 6 \| 13 \| 0 \| \| Leones del Caracas \| 0 \| 0 \| 2 \| 3 \| 0 \| 1 \| 2 \| 0 \| X \| 8 \| 14 \| 1 \|LG: Jhoulys Chacín (1-0). LP: Ramón García Jr. (0-1). Umpires: HP: Gabriel Alfonso. 1B: Robert Moreno. 2B: Emil Jiménez. 3B: Jorge Terán. LF: Jonathan Parra. RF: David Arrieta. Duración: 4h 02m |                    |         |                        |                                 |                                 |   |   |   |   |   |    |   |
| Equipo | 1                  | 2       | 3                      | 4                               | 5                               | 6 | 7 | 8 | 9 | C | H  | E |
| Tiburones de La Guaira | 0                  | 2       | 0                      | 0                               | 0                               | 1 | 0 | 0 | 3 | 6 | 13 | 0 |
| Leones del Caracas | 0                  | 0       | 2                      | 3                               | 0                               | 1 | 2 | 0 | X | 8 | 14 | 1 |

| Equipo                 | 1 | 2 | 3 | 4 | 5 | 6 | 7 | 8 | 9 | C | H  | E |
| ---------------------- | - | - | - | - | - | - | - | - | - | - | -- | - |
| Tiburones de La Guaira | 0 | 2 | 0 | 0 | 0 | 1 | 0 | 0 | 3 | 6 | 13 | 0 |
| Leones del Caracas     | 0 | 0 | 2 | 3 | 0 | 1 | 2 | 0 | X | 8 | 14 | 1 |

| Partido 2, 24 de enero, 7:00 p. m. EST (UTC-4) | Leones del Caracas | 8 – 5   | Tiburones de La Guaira | Estadio Universitario, Caracas  |                                 |   |   |   |   |   |    |   |
| |                    | Reporte |                        | Asistencia: 16.588 espectadores | Asistencia: 16.588 espectadores |   |   |   |   |   |    |   |
| Detalle \| Equipo \| 1 \| 2 \| 3 \| 4 \| 5 \| 6 \| 7 \| 8 \| 9 \| C \| H \| E \| \| ---------------------- \| - \| - \| - \| - \| - \| - \| - \| - \| - \| - \| -- \| - \| \| Tiburones de La Guaira \| 0 \| 0 \| 4 \| 1 \| 0 \| 0 \| 0 \| 0 \| 0 \| 5 \| 9 \| 0 \| \| Leones del Caracas \| 0 \| 3 \| 0 \| 0 \| 3 \| 2 \| 0 \| 0 \| X \| 8 \| 10 \| 1 \|LG: Norwith Gudino (1-0). LP: Nelson Hernández (0-1). SV: Silvino Bracho (1). HRs: LAG – Balbino Fuenmayor (1), Ronald Acuña Jr. (1). Umpires: HP: Raúl Moreno. 1B: Emil Jiménez. 2B: Jorge Terán. 3B: Jonathan Parra. LF: David Arrieta. RF: Jhonatan Biarreta. Duración: 3h 57m |                    |         |                        |                                 |                                 |   |   |   |   |   |    |   |
| Equipo | 1                  | 2       | 3                      | 4                               | 5                               | 6 | 7 | 8 | 9 | C | H  | E |
| Tiburones de La Guaira | 0                  | 0       | 4                      | 1                               | 0                               | 0 | 0 | 0 | 0 | 5 | 9  | 0 |
| Leones del Caracas | 0                  | 3       | 0                      | 0                               | 3                               | 2 | 0 | 0 | X | 8 | 10 | 1 |

| Equipo                 | 1 | 2 | 3 | 4 | 5 | 6 | 7 | 8 | 9 | C | H  | E |
| ---------------------- | - | - | - | - | - | - | - | - | - | - | -- | - |
| Tiburones de La Guaira | 0 | 0 | 4 | 1 | 0 | 0 | 0 | 0 | 0 | 5 | 9  | 0 |
| Leones del Caracas     | 0 | 3 | 0 | 0 | 3 | 2 | 0 | 0 | X | 8 | 10 | 1 |

| Partido 3, 26 de enero, 7:00 p. m. EST (UTC-4) | Tiburones de La Guaira | 7 – 1   | Leones del Caracas | Estadio Universitario, Caracas  |                                 |   |   |   |   |   |    |   |
| |                        | Reporte |                    | Asistencia: 20.705 espectadores | Asistencia: 20.705 espectadores |   |   |   |   |   |    |   |
| Detalle \| Equipo \| 1 \| 2 \| 3 \| 4 \| 5 \| 6 \| 7 \| 8 \| 9 \| C \| H \| E \| \| ---------------------- \| - \| - \| - \| - \| - \| - \| - \| - \| - \| - \| -- \| - \| \| Leones del Caracas \| 0 \| 0 \| 0 \| 0 \| 0 \| 0 \| 1 \| 0 \| 0 \| 1 \| 6 \| 1 \| \| Tiburones de La Guaira \| 1 \| 0 \| 1 \| 1 \| 2 \| 1 \| 0 \| 1 \| X \| 7 \| 12 \| 0 \|LG: Erick Leal (1-0). LP: J.C. Ramírez (0-1). HRs: LAG – Wilson García (1). Umpires: HP: Robert Moreno. 1B: Jorge Terán. 2B: Jonathan Parra. 3B: David Arrieta. LF: Jhonatan Biarreta. RF: Gabriel Alfonso. Duración: 3h 25m |                        |         |                    |                                 |                                 |   |   |   |   |   |    |   |
| Equipo | 1                      | 2       | 3                  | 4                               | 5                               | 6 | 7 | 8 | 9 | C | H  | E |
| Leones del Caracas | 0                      | 0       | 0                  | 0                               | 0                               | 0 | 1 | 0 | 0 | 1 | 6  | 1 |
| Tiburones de La Guaira | 1                      | 0       | 1                  | 1                               | 2                               | 1 | 0 | 1 | X | 7 | 12 | 0 |

| Equipo                 | 1 | 2 | 3 | 4 | 5 | 6 | 7 | 8 | 9 | C | H  | E |
| ---------------------- | - | - | - | - | - | - | - | - | - | - | -- | - |
| Leones del Caracas     | 0 | 0 | 0 | 0 | 0 | 0 | 1 | 0 | 0 | 1 | 6  | 1 |
| Tiburones de La Guaira | 1 | 0 | 1 | 1 | 2 | 1 | 0 | 1 | X | 7 | 12 | 0 |

| Partido 4, 27 de enero, 7:00 p. m. EST (UTC-4) | Tiburones de La Guaira | 8 – 2   | Leones del Caracas | Estadio Universitario, Caracas  |                                 |   |   |   |   |   |    |   |
| |                        | Reporte |                    | Asistencia: 20.712 espectadores | Asistencia: 20.712 espectadores |   |   |   |   |   |    |   |
| Detalle \| Equipo \| 1 \| 2 \| 3 \| 4 \| 5 \| 6 \| 7 \| 8 \| 9 \| C \| H \| E \| \| ---------------------- \| - \| - \| - \| - \| - \| - \| - \| - \| - \| - \| -- \| - \| \| Leones del Caracas \| 0 \| 0 \| 0 \| 1 \| 0 \| 0 \| 0 \| 0 \| 1 \| 2 \| 9 \| 1 \| \| Tiburones de La Guaira \| 1 \| 1 \| 2 \| 0 \| 0 \| 1 \| 0 \| 3 \| X \| 8 \| 12 \| 0 \|LG: Ricardo Pinto (1-0). LP: Mario Sánchez (0-1). HRs: LAG – Maikel García (0-1). Umpires: HP: Emil Jiménez. 1B: Jonathan Parra. 2B: David Arrieta. 3B: Jhonatan Biarreta. LF: Gabriel Alfonso. RF: Raúl Moreno. Duración: 4h 03m |                        |         |                    |                                 |                                 |   |   |   |   |   |    |   |
| Equipo | 1                      | 2       | 3                  | 4                               | 5                               | 6 | 7 | 8 | 9 | C | H  | E |
| Leones del Caracas | 0                      | 0       | 0                  | 1                               | 0                               | 0 | 0 | 0 | 1 | 2 | 9  | 1 |
| Tiburones de La Guaira | 1                      | 1       | 2                  | 0                               | 0                               | 1 | 0 | 3 | X | 8 | 12 | 0 |

| Equipo                 | 1 | 2 | 3 | 4 | 5 | 6 | 7 | 8 | 9 | C | H  | E |
| ---------------------- | - | - | - | - | - | - | - | - | - | - | -- | - |
| Leones del Caracas     | 0 | 0 | 0 | 1 | 0 | 0 | 0 | 0 | 1 | 2 | 9  | 1 |
| Tiburones de La Guaira | 1 | 1 | 2 | 0 | 0 | 1 | 0 | 3 | X | 8 | 12 | 0 |

| Partido 5, 28 de enero, 5:00 p. m. EST (UTC-4) | Tiburones de La Guaira | 2 – 7   | Leones del Caracas | Estadio Universitario, Caracas  |                                 |   |   |   |   |   |    |   |
| |                        | Reporte |                    | Asistencia: 20.712 espectadores | Asistencia: 20.712 espectadores |   |   |   |   |   |    |   |
| Detalle \| Equipo \| 1 \| 2 \| 3 \| 4 \| 5 \| 6 \| 7 \| 8 \| 9 \| C \| H \| E \| \| ---------------------- \| - \| - \| - \| - \| - \| - \| - \| - \| - \| - \| -- \| - \| \| Leones del Caracas \| 0 \| 4 \| 3 \| 0 \| 0 \| 0 \| 0 \| 0 \| 0 \| 7 \| 11 \| 1 \| \| Tiburones de La Guaira \| 0 \| 1 \| 1 \| 0 \| 0 \| 0 \| 0 \| 0 \| 0 \| 2 \| 6 \| 0 \|LG: Jhoulys Chacín (2-0). LP: Ramón García Jr. (0-2). Umpires: HP: Jorge Terán. 1B: David Arrieta. 2B: Jhonatan Biarreta. 3B: Gabriel Alfonso. LF: Raúl Moreno. RF: Robert Moreno. Duración: 3h 46m |                        |         |                    |                                 |                                 |   |   |   |   |   |    |   |
| Equipo | 1                      | 2       | 3                  | 4                               | 5                               | 6 | 7 | 8 | 9 | C | H  | E |
| Leones del Caracas | 0                      | 4       | 3                  | 0                               | 0                               | 0 | 0 | 0 | 0 | 7 | 11 | 1 |
| Tiburones de La Guaira | 0                      | 1       | 1                  | 0                               | 0                               | 0 | 0 | 0 | 0 | 2 | 6  | 0 |

| Equipo                 | 1 | 2 | 3 | 4 | 5 | 6 | 7 | 8 | 9 | C | H  | E |
| ---------------------- | - | - | - | - | - | - | - | - | - | - | -- | - |
| Leones del Caracas     | 0 | 4 | 3 | 0 | 0 | 0 | 0 | 0 | 0 | 7 | 11 | 1 |
| Tiburones de La Guaira | 0 | 1 | 1 | 0 | 0 | 0 | 0 | 0 | 0 | 2 | 6  | 0 |

| Partido 6, 30 de enero, 7:00 p. m. EST (UTC-4) | Leones del Caracas | 7 - 6 F/11 | Tiburones de La Guaira | Estadio Universitario, Caracas  |                                 |   |   |   |   |    |    |   |    |   |
| |                    | Reporte    |                        | Asistencia: 20.535 espectadores | Asistencia: 20.535 espectadores |   |   |   |   |    |    |   |    |   |
| Detalle \| Equipo \| 1 \| 2 \| 3 \| 4 \| 5 \| 6 \| 7 \| 8 \| 9 \| 10 \| 11 \| C \| H \| E \| \| ---------------------- \| - \| - \| - \| - \| - \| - \| - \| - \| - \| -- \| -- \| - \| -- \| - \| \| Tiburones de La Guaira \| 3 \| 1 \| 0 \| 0 \| 0 \| 0 \| 2 \| 0 \| 0 \| 0 \| 0 \| 6 \| 13 \| 0 \| \| Leones del Caracas \| 2 \| 0 \| 3 \| 0 \| 0 \| 0 \| 1 \| 0 \| 0 \| 0 \| 1 \| 7 \| 16 \| 2 \|LG: Silvino Bracho (1-0). LP: Johan Belisario (0-1). HRs: LAG – Ehire Adrianza (1), Danry Vásquez (1). CAR – José Rondón (1), Harold Castro (1). Umpires: HP: Jonathan Parra. 1B: Jhonatan Biarreta. 2B: Gabriel Alfonso. 3B: Raúl Moreno. LF: Robert Monreno. RF: Emil Jiménez. Duración: 4h 58m |                    |            |                        |                                 |                                 |   |   |   |   |    |    |   |    |   |
| Equipo | 1                  | 2          | 3                      | 4                               | 5                               | 6 | 7 | 8 | 9 | 10 | 11 | C | H  | E |
| Tiburones de La Guaira | 3                  | 1          | 0                      | 0                               | 0                               | 0 | 2 | 0 | 0 | 0  | 0  | 6 | 13 | 0 |
| Leones del Caracas | 2                  | 0          | 3                      | 0                               | 0                               | 0 | 1 | 0 | 0 | 0  | 1  | 7 | 16 | 2 |

| Equipo                 | 1 | 2 | 3 | 4 | 5 | 6 | 7 | 8 | 9 | 10 | 11 | C | H  | E |
| ---------------------- | - | - | - | - | - | - | - | - | - | -- | -- | - | -- | - |
| Tiburones de La Guaira | 3 | 1 | 0 | 0 | 0 | 0 | 2 | 0 | 0 | 0  | 0  | 6 | 13 | 0 |
| Leones del Caracas     | 2 | 0 | 3 | 0 | 0 | 0 | 1 | 0 | 0 | 0  | 1  | 7 | 16 | 2 |

| Partido 1, 23 de enero, 7:00 p. m. EST (UTC-4) | Leones del Caracas | 8 – 6   | Tiburones de La Guaira | Estadio Universitario, Caracas  |                                 |   |   |   |   |   |    |   |
| |                    | Reporte |                        | Asistencia: 15.298 espectadores | Asistencia: 15.298 espectadores |   |   |   |   |   |    |   |
| Detalle \| Equipo \| 1 \| 2 \| 3 \| 4 \| 5 \| 6 \| 7 \| 8 \| 9 \| C \| H \| E \| \| ---------------------- \| - \| - \| - \| - \| - \| - \| - \| - \| - \| - \| -- \| - \| \| Tiburones de La Guaira \| 0 \| 2 \| 0 \| 0 \| 0 \| 1 \| 0 \| 0 \| 3 \| 6 \| 13 \| 0 \| \| Leones del Caracas \| 0 \| 0 \| 2 \| 3 \| 0 \| 1 \| 2 \| 0 \| X \| 8 \| 14 \| 1 \|LG: Jhoulys Chacín (1-0). LP: Ramón García Jr. (0-1). Umpires: HP: Gabriel Alfonso. 1B: Robert Moreno. 2B: Emil Jiménez. 3B: Jorge Terán. LF: Jonathan Parra. RF: David Arrieta. Duración: 4h 02m |                    |         |                        |                                 |                                 |   |   |   |   |   |    |   |
| Equipo | 1                  | 2       | 3                      | 4                               | 5                               | 6 | 7 | 8 | 9 | C | H  | E |
| Tiburones de La Guaira | 0                  | 2       | 0                      | 0                               | 0                               | 1 | 0 | 0 | 3 | 6 | 13 | 0 |
| Leones del Caracas | 0                  | 0       | 2                      | 3                               | 0                               | 1 | 2 | 0 | X | 8 | 14 | 1 |

| Equipo                 | 1 | 2 | 3 | 4 | 5 | 6 | 7 | 8 | 9 | C | H  | E |
| ---------------------- | - | - | - | - | - | - | - | - | - | - | -- | - |
| Tiburones de La Guaira | 0 | 2 | 0 | 0 | 0 | 1 | 0 | 0 | 3 | 6 | 13 | 0 |
| Leones del Caracas     | 0 | 0 | 2 | 3 | 0 | 1 | 2 | 0 | X | 8 | 14 | 1 |

| Partido 2, 24 de enero, 7:00 p. m. EST (UTC-4) | Leones del Caracas | 8 – 5   | Tiburones de La Guaira | Estadio Universitario, Caracas  |                                 |   |   |   |   |   |    |   |
| |                    | Reporte |                        | Asistencia: 16.588 espectadores | Asistencia: 16.588 espectadores |   |   |   |   |   |    |   |
| Detalle \| Equipo \| 1 \| 2 \| 3 \| 4 \| 5 \| 6 \| 7 \| 8 \| 9 \| C \| H \| E \| \| ---------------------- \| - \| - \| - \| - \| - \| - \| - \| - \| - \| - \| -- \| - \| \| Tiburones de La Guaira \| 0 \| 0 \| 4 \| 1 \| 0 \| 0 \| 0 \| 0 \| 0 \| 5 \| 9 \| 0 \| \| Leones del Caracas \| 0 \| 3 \| 0 \| 0 \| 3 \| 2 \| 0 \| 0 \| X \| 8 \| 10 \| 1 \|LG: Norwith Gudino (1-0). LP: Nelson Hernández (0-1). SV: Silvino Bracho (1). HRs: LAG – Balbino Fuenmayor (1), Ronald Acuña Jr. (1). Umpires: HP: Raúl Moreno. 1B: Emil Jiménez. 2B: Jorge Terán. 3B: Jonathan Parra. LF: David Arrieta. RF: Jhonatan Biarreta. Duración: 3h 57m |                    |         |                        |                                 |                                 |   |   |   |   |   |    |   |
| Equipo | 1                  | 2       | 3                      | 4                               | 5                               | 6 | 7 | 8 | 9 | C | H  | E |
| Tiburones de La Guaira | 0                  | 0       | 4                      | 1                               | 0                               | 0 | 0 | 0 | 0 | 5 | 9  | 0 |
| Leones del Caracas | 0                  | 3       | 0                      | 0                               | 3                               | 2 | 0 | 0 | X | 8 | 10 | 1 |

| Equipo                 | 1 | 2 | 3 | 4 | 5 | 6 | 7 | 8 | 9 | C | H  | E |
| ---------------------- | - | - | - | - | - | - | - | - | - | - | -- | - |
| Tiburones de La Guaira | 0 | 0 | 4 | 1 | 0 | 0 | 0 | 0 | 0 | 5 | 9  | 0 |
| Leones del Caracas     | 0 | 3 | 0 | 0 | 3 | 2 | 0 | 0 | X | 8 | 10 | 1 |

| Partido 3, 26 de enero, 7:00 p. m. EST (UTC-4) | Tiburones de La Guaira | 7 – 1   | Leones del Caracas | Estadio Universitario, Caracas  |                                 |   |   |   |   |   |    |   |
| |                        | Reporte |                    | Asistencia: 20.705 espectadores | Asistencia: 20.705 espectadores |   |   |   |   |   |    |   |
| Detalle \| Equipo \| 1 \| 2 \| 3 \| 4 \| 5 \| 6 \| 7 \| 8 \| 9 \| C \| H \| E \| \| ---------------------- \| - \| - \| - \| - \| - \| - \| - \| - \| - \| - \| -- \| - \| \| Leones del Caracas \| 0 \| 0 \| 0 \| 0 \| 0 \| 0 \| 1 \| 0 \| 0 \| 1 \| 6 \| 1 \| \| Tiburones de La Guaira \| 1 \| 0 \| 1 \| 1 \| 2 \| 1 \| 0 \| 1 \| X \| 7 \| 12 \| 0 \|LG: Erick Leal (1-0). LP: J.C. Ramírez (0-1). HRs: LAG – Wilson García (1). Umpires: HP: Robert Moreno. 1B: Jorge Terán. 2B: Jonathan Parra. 3B: David Arrieta. LF: Jhonatan Biarreta. RF: Gabriel Alfonso. Duración: 3h 25m |                        |         |                    |                                 |                                 |   |   |   |   |   |    |   |
| Equipo | 1                      | 2       | 3                  | 4                               | 5                               | 6 | 7 | 8 | 9 | C | H  | E |
| Leones del Caracas | 0                      | 0       | 0                  | 0                               | 0                               | 0 | 1 | 0 | 0 | 1 | 6  | 1 |
| Tiburones de La Guaira | 1                      | 0       | 1                  | 1                               | 2                               | 1 | 0 | 1 | X | 7 | 12 | 0 |

| Equipo                 | 1 | 2 | 3 | 4 | 5 | 6 | 7 | 8 | 9 | C | H  | E |
| ---------------------- | - | - | - | - | - | - | - | - | - | - | -- | - |
| Leones del Caracas     | 0 | 0 | 0 | 0 | 0 | 0 | 1 | 0 | 0 | 1 | 6  | 1 |
| Tiburones de La Guaira | 1 | 0 | 1 | 1 | 2 | 1 | 0 | 1 | X | 7 | 12 | 0 |

| Partido 4, 27 de enero, 7:00 p. m. EST (UTC-4) | Tiburones de La Guaira | 8 – 2   | Leones del Caracas | Estadio Universitario, Caracas  |                                 |   |   |   |   |   |    |   |
| |                        | Reporte |                    | Asistencia: 20.712 espectadores | Asistencia: 20.712 espectadores |   |   |   |   |   |    |   |
| Detalle \| Equipo \| 1 \| 2 \| 3 \| 4 \| 5 \| 6 \| 7 \| 8 \| 9 \| C \| H \| E \| \| ---------------------- \| - \| - \| - \| - \| - \| - \| - \| - \| - \| - \| -- \| - \| \| Leones del Caracas \| 0 \| 0 \| 0 \| 1 \| 0 \| 0 \| 0 \| 0 \| 1 \| 2 \| 9 \| 1 \| \| Tiburones de La Guaira \| 1 \| 1 \| 2 \| 0 \| 0 \| 1 \| 0 \| 3 \| X \| 8 \| 12 \| 0 \|LG: Ricardo Pinto (1-0). LP: Mario Sánchez (0-1). HRs: LAG – Maikel García (0-1). Umpires: HP: Emil Jiménez. 1B: Jonathan Parra. 2B: David Arrieta. 3B: Jhonatan Biarreta. LF: Gabriel Alfonso. RF: Raúl Moreno. Duración: 4h 03m |                        |         |                    |                                 |                                 |   |   |   |   |   |    |   |
| Equipo | 1                      | 2       | 3                  | 4                               | 5                               | 6 | 7 | 8 | 9 | C | H  | E |
| Leones del Caracas | 0                      | 0       | 0                  | 1                               | 0                               | 0 | 0 | 0 | 1 | 2 | 9  | 1 |
| Tiburones de La Guaira | 1                      | 1       | 2                  | 0                               | 0                               | 1 | 0 | 3 | X | 8 | 12 | 0 |

| Equipo                 | 1 | 2 | 3 | 4 | 5 | 6 | 7 | 8 | 9 | C | H  | E |
| ---------------------- | - | - | - | - | - | - | - | - | - | - | -- | - |
| Leones del Caracas     | 0 | 0 | 0 | 1 | 0 | 0 | 0 | 0 | 1 | 2 | 9  | 1 |
| Tiburones de La Guaira | 1 | 1 | 2 | 0 | 0 | 1 | 0 | 3 | X | 8 | 12 | 0 |

| Partido 5, 28 de enero, 5:00 p. m. EST (UTC-4) | Tiburones de La Guaira | 2 – 7   | Leones del Caracas | Estadio Universitario, Caracas  |                                 |   |   |   |   |   |    |   |
| |                        | Reporte |                    | Asistencia: 20.712 espectadores | Asistencia: 20.712 espectadores |   |   |   |   |   |    |   |
| Detalle \| Equipo \| 1 \| 2 \| 3 \| 4 \| 5 \| 6 \| 7 \| 8 \| 9 \| C \| H \| E \| \| ---------------------- \| - \| - \| - \| - \| - \| - \| - \| - \| - \| - \| -- \| - \| \| Leones del Caracas \| 0 \| 4 \| 3 \| 0 \| 0 \| 0 \| 0 \| 0 \| 0 \| 7 \| 11 \| 1 \| \| Tiburones de La Guaira \| 0 \| 1 \| 1 \| 0 \| 0 \| 0 \| 0 \| 0 \| 0 \| 2 \| 6 \| 0 \|LG: Jhoulys Chacín (2-0). LP: Ramón García Jr. (0-2). Umpires: HP: Jorge Terán. 1B: David Arrieta. 2B: Jhonatan Biarreta. 3B: Gabriel Alfonso. LF: Raúl Moreno. RF: Robert Moreno. Duración: 3h 46m |                        |         |                    |                                 |                                 |   |   |   |   |   |    |   |
| Equipo | 1                      | 2       | 3                  | 4                               | 5                               | 6 | 7 | 8 | 9 | C | H  | E |
| Leones del Caracas | 0                      | 4       | 3                  | 0                               | 0                               | 0 | 0 | 0 | 0 | 7 | 11 | 1 |
| Tiburones de La Guaira | 0                      | 1       | 1                  | 0                               | 0                               | 0 | 0 | 0 | 0 | 2 | 6  | 0 |

| Equipo                 | 1 | 2 | 3 | 4 | 5 | 6 | 7 | 8 | 9 | C | H  | E |
| ---------------------- | - | - | - | - | - | - | - | - | - | - | -- | - |
| Leones del Caracas     | 0 | 4 | 3 | 0 | 0 | 0 | 0 | 0 | 0 | 7 | 11 | 1 |
| Tiburones de La Guaira | 0 | 1 | 1 | 0 | 0 | 0 | 0 | 0 | 0 | 2 | 6  | 0 |

| Partido 6, 30 de enero, 7:00 p. m. EST (UTC-4) | Leones del Caracas | 7 - 6 F/11 | Tiburones de La Guaira | Estadio Universitario, Caracas  |                                 |   |   |   |   |    |    |   |    |   |
| |                    | Reporte    |                        | Asistencia: 20.535 espectadores | Asistencia: 20.535 espectadores |   |   |   |   |    |    |   |    |   |
| Detalle \| Equipo \| 1 \| 2 \| 3 \| 4 \| 5 \| 6 \| 7 \| 8 \| 9 \| 10 \| 11 \| C \| H \| E \| \| ---------------------- \| - \| - \| - \| - \| - \| - \| - \| - \| - \| -- \| -- \| - \| -- \| - \| \| Tiburones de La Guaira \| 3 \| 1 \| 0 \| 0 \| 0 \| 0 \| 2 \| 0 \| 0 \| 0 \| 0 \| 6 \| 13 \| 0 \| \| Leones del Caracas \| 2 \| 0 \| 3 \| 0 \| 0 \| 0 \| 1 \| 0 \| 0 \| 0 \| 1 \| 7 \| 16 \| 2 \|LG: Silvino Bracho (1-0). LP: Johan Belisario (0-1). HRs: LAG – Ehire Adrianza (1), Danry Vásquez (1). CAR – José Rondón (1), Harold Castro (1). Umpires: HP: Jonathan Parra. 1B: Jhonatan Biarreta. 2B: Gabriel Alfonso. 3B: Raúl Moreno. LF: Robert Monreno. RF: Emil Jiménez. Duración: 4h 58m |                    |            |                        |                                 |                                 |   |   |   |   |    |    |   |    |   |
| Equipo | 1                  | 2          | 3                      | 4                               | 5                               | 6 | 7 | 8 | 9 | 10 | 11 | C | H  | E |
| Tiburones de La Guaira | 3                  | 1          | 0                      | 0                               | 0                               | 0 | 2 | 0 | 0 | 0  | 0  | 6 | 13 | 0 |
| Leones del Caracas | 2                  | 0          | 3                      | 0                               | 0                               | 0 | 1 | 0 | 0 | 0  | 1  | 7 | 16 | 2 |

| Equipo                 | 1 | 2 | 3 | 4 | 5 | 6 | 7 | 8 | 9 | 10 | 11 | C | H  | E |
| ---------------------- | - | - | - | - | - | - | - | - | - | -- | -- | - | -- | - |
| Tiburones de La Guaira | 3 | 1 | 0 | 0 | 0 | 0 | 2 | 0 | 0 | 0  | 0  | 6 | 13 | 0 |
| Leones del Caracas     | 2 | 0 | 3 | 0 | 0 | 0 | 1 | 0 | 0 | 0  | 1  | 7 | 16 | 2 |

|                                        |
| Campeón Leones del Caracas 21.° título |

## Líderes

### Temporada regular
Actualizado al 30 de diciembre de 2022.
| Stat | Jugador                                     | Equipo  | Total |
| ---- | ------------------------------------------- | ------- | ----- |
| VB   | Alexi Amarista                              | ARA     | 219   |
| AVG  | Freddy Fermín                               | CAR     | .404  |
| 2B   | Ildemaro Vargas                             | LAR     | 17    |
| 3B   | Maikel García Franklin Barreto              | LAG     | 5     |
| HR   | José Rondón Oswaldo Arcia Balbino Fuenmayor | CAR ANZ | 11    |
| CI   | Oswaldo Arcia                               | CAR     | 44    |
| CA   | José Rondón                                 | CAR     | 53    |
| H    | José Martínez                               | ARA     | 73    |
| BR   | Tomo Otosaka                                | MAR     | 15    |
| SO   | Ángel Reyes                                 | ZUL     | 52    |

| Stat | Jugador                     | Equipo  | Total |
| ---- | --------------------------- | ------- | ----- |
| V    | Erick Leal David Ramos      | MAG MAR | 7     |
| D    | Carlos Teller Jhon Anderson | ANZ     | 5     |
| EFE. | Mario Sánchez               | ZUL     | 2.38  |
| SO   | Erick Leal                  | MAG     | 41    |
| IL   | Mario Sánchez               | ZUL     | 56.2  |
| SV   | Anthony Castro              | CAR     | 13    |
| HLD  | Yapson Gómez                | LAR     | 11    |
| WHIP | Mario Sánchez               | ZUL     | 0.90  |

### Round Robin
Actualizado al 21 de enero de 2023.
| Stat | Jugador        | Equipo | Total |
| ---- | -------------- | ------ | ----- |
| VB   | Alí Castillo   | CAR    | 70    |
| AVG  | Alí Castillo   | CAR    | .386  |
| 2B   | Carlos Rivero  | ARA    | 7     |
| 3B   | Rayder Ascanio | MAG    | 2     |
| HR   | Ángel Reyes    | LAG    | 5     |
| CI   | Alexi Amarista | ARA    | 15    |
| CA   | Alí Castillo   | CAR    | 19    |
| H    | Alí Castillo   | CAR    | 27    |
| BR   | Maikel García  | LAG    | 4     |
| SO   | 3 jugadores    |        | 15    |

| Stat | Jugador                       | Equipo  | Total |
| ---- | ----------------------------- | ------- | ----- |
| V    | 3 jugadores                   |         | 3     |
| D    | Ricardo Sánchez Ricardo Pinto | MAG LAG | 2     |
| EFE. | Anthony Vizcaya               | MAG     | 0.00  |
| SO   | Anthony Vizcaya               | MAG     | 20    |
| IL   | Ramón García Jr.              | LAG     | 26.0  |
| SV   | Silvino Bracho                | CAR     | 4     |
| HLD  | José Mujica                   | CAR     | 6     |
| WHIP | Anthony Vizcaya               | MAG     | 0.63  |

## Draft
La escogencia del draft solo se efectuó después de haberse determinado los clasificados a la postemporada y de acuerdo a las condiciones del campeonato.

### Round Robin
Para la Ronda Semifinal o Todos contra Todos, se asignaron a los equipos, números del uno (1) al cinco (5), de acuerdo al orden en que hayan quedado en la temporada regular y escogieron sucesivamente del primero al quinto, un (1) jugador por equipo para la adición y uno (1) para la sustitución.

#### Adiciones
| Pick | Equipo                    | Jugador         | Pos. | Procedencia         |
| ---- | ------------------------- | --------------- | ---- | ------------------- |
| 1    | Leones del Caracas        | Silvino Bracho  | P    | Águilas del Zulia   |
| 2    | Cardenales de Lara        | Mario Sánchez   | P    | Águilas del Zulia   |
| 3    | Tiburones de La Guaira    | Ángel Reyes     | OF   | Águilas del Zulia   |
| 4    | Navegantes del Magallanes | David Rodríguez | C    | Bravos de Margarita |
| 5    | Tigres de Aragua          | David Ramos     | P    | Bravos de Margarita |

#### Sustituciones
| Pick | Equipo                    | Jugador           | Pos. | Procedencia           | Toma el lugar de | Pos. |
| ---- | ------------------------- | ----------------- | ---- | --------------------- | ---------------- | ---- |
| 1    | Leones del Caracas        | Alí Castillo      | 2B   | Águilas del Zulia     | Tiago Da Silva   | P    |
| 2    | Cardenales de Lara        | Andrés Sotillet   | P    | Caribes de Anzoátegui | Geoff Broussard  | P    |
| 3    | Tiburones de La Guaira    | Balbino Fuenmayor | 1B   | Caribes de Anzoátegui | Joaquín Acuña    | P    |
| 4    | Navegantes del Magallanes | Bryant Flete      | 2B   | Águilas del Zulia     | Maikel Serrano   | OF   |
| 5    | Tigres de Aragua          | Yender Cáramo     | P    | Bravos de Margarita   | Gregori Vásquez  | P    |

### Serie Final
Los equipos que clasificaron a la serie final, si no lo han hecho antes, pueden completar los cupos faltantes que no hubiesen llenado de las listas oficiales entregadas por los equipos eliminados.

#### Adiciones
| Pick | Equipo                 | Jugador       | Pos. | Procedencia               |
| ---- | ---------------------- | ------------- | ---- | ------------------------- |
| 1    | Leones del Caracas     | Mario Sánchez | P    | Cardenales de Lara        |
| 2    | Tiburones de La Guaira | Erick Leal    | P    | Navegantes del Magallanes |

## Premios y honores
| Semana | Jugador                     | Equipo  |
| ------ | --------------------------- | ------- |
| 1-2    | Omar Bencomo Jr.            | ANZ     |
| 3      | Maikel García               | LAG     |
| 4      | Maikel Serrano              | MAG     |
| 5      | Hernán Pérez                | LAR     |
| 6      | Jermaine Palacios           | LAR     |
| 7      | Alberth Martínez            | MAG     |
| 8      | David Rodríguez José Rondón | MAR CAR |
| 9      | J. C. Ramírez               | CAR     |
| 10     | Carlos Castro               | LAG     |
| SC     | Yorman Rodríguez            | ARA     |
| RR     | Ramón García Jr.            | LAG     |
| FIN    | Isaías Tejeda               | CAR     |

| Designación         | Jugador         | Equipo |
| ------------------- | --------------- | ------ |
| Productor del Año   | José Rondón     | CAR    |
| Cerrador del Año    | Anthony Castro  | CAR    |
| Setup del Año       | Yapson Gómez    | LAR    |
| Novato del Año      | Freddy Fermín   | CAR    |
| Regreso del Año     | Oswaldo Arcia   | CAR    |
| Pitcher del Año     | Mario Sánchez   | ZUL    |
| Manager del Año     | Wilfredo Romero | ARA    |
| Jugador Más Valioso | Freddy Fermín   | CAR    |